# Kazuki Amagai

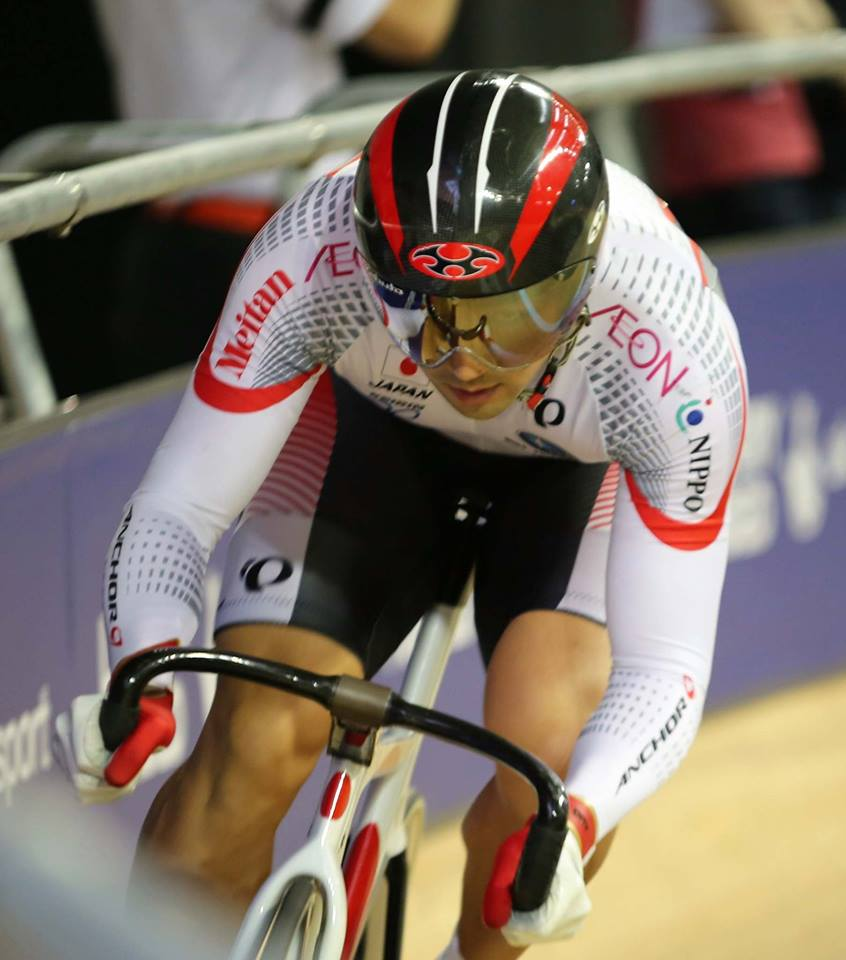
Kazuki Amagai lors d'une manche de coupe du monde à Glasgow en 2016.

Kazuki Amagai (雨谷 一樹, Amagai Kazuki, né le 14 janvier 1990) est un coureur cycliste japonais. Spécialisé dans les disciplines de sprint sur piste, il est champion d'Asie de vitesse par équipes avec Yudai Nitta et Tomohiro Fukaya en 2019.

## Palmarès

### Championnats du monde
- Apeldoorn 2011
  - 10e de la vitesse par équipes
  - 28e de la vitesse individuelle
- Melbourne 2012
  - 4e de la vitesse par équipes
  - 28e de la vitesse individuelle
- Saint-Quentin-en-Yvelines 2015
  - 11e de la vitesse par équipes
- Londres 2016
  - 12e de la vitesse par équipes
- Apeldoorn 2018
  - 8e de la vitesse par équipes
- Pruszków 2019
  - 10e de la vitesse par équipes[1]

### Coupe du monde
- 2018-2019
  - 2e de la vitesse par équipes à Hong Kong
- 2019-2020
  - 1er de la vitesse par équipes à Cambridge (avec Tomohiro Fukaya et Yudai Nitta)

### Championnats d'Asie
- Nakhon Ratchasima 2011
  -  Médaillé d'argent de la vitesse par équipes
- Kuala Lumpur 2012
  -  Médaillé d'argent de la vitesse par équipes
- Nakhon Ratchasima 2015
  -  Médaillé d'argent de la vitesse par équipes
- Izu 2016
  -  Médaillé de bronze de la vitesse par équipes
- New Delhi  2017
  -  Médaillé de bronze de la vitesse par équipes
- Jakarta 2019
  -  Médaillé d'or de la vitesse par équipes (avec Yudai Nitta et Tomohiro Fukaya)
- Jincheon 2020
  -  Médaillé d'or de la vitesse par équipes (avec Yudai Nitta et Tomohiro Fukaya)

### Jeux asiatiques
- Jakarta 2018
  -  Médaillé de bronze de la vitesse par équipes